# Now You See Me - I maghi del crimine
Now You See Me - I maghi del crimine (Now You See Me) è un film del 2013 diretto da Louis Leterrier.
Il cast è composto da Mark Ruffalo, Morgan Freeman, Jesse Eisenberg, Isla Fisher, Mélanie Laurent, Michael Caine, Dave Franco e Woody Harrelson.

## Trama
Alcuni maghi (il cartomago J. Daniel Atlas, il prestigiatore Jack Wilder, l'escapologa Henley Reeves e il mentalista Merritt McKinney) ricevono dei tarocchi da una misteriosa figura incappucciata, che li ha osservati per mesi mentre eseguivano i loro trucchi; seguendo le tracce riportate sulle carte si ritrovano tutti insieme in un appartamento abbandonato, dove scoprono degli ologrammi con le istruzioni per complicatissimi numeri di magia. Un anno dopo i maghi, adesso chiamati I Quattro Cavalieri, debuttano in un prestigioso show a Las Vegas sponsorizzato dal magnate di una compagnia assicuratrice, Arthur Tressler. Per il numero finale dello spettacolo i quattro "teletrasportano" un uomo del pubblico a Parigi nel caveau della sua banca, per poi attivare un getto d'aria che lo riporta a Las Vegas insieme a ben tre milioni di euro, che piovono sul pubblico in delirio. E, nello stesso momento, il caveau a Parigi viene effettivamente aperto, venendo rinvenuto vuoto.
L'FBI e l'Interpol incaricano rispettivamente gli agenti Dylan Rhodes e Alma Dray di investigare su questo assurdo caso, ma l'interrogatorio ai Quattro Cavalieri li lascia senza alcuna risposta, poiché non ci sono prove di come effettivamente essi abbiano fatto a rapinare la banca, pur trovandosi a migliaia di chilometri di distanza. Non potendo addurre come motivazione la vera magia, i quattro vengono rilasciati, nonostante abbiano chiaramente annunciato nuovi trucchi di questo tipo. Rhodes e Dray incontrano allora Thaddeus Bradley, un ex-mago che ora conduce un programma televisivo in cui smaschera i trucchi degli illusionisti: in pochi minuti l'uomo smonta l'intero trucco dei Quattro Cavalieri, dimostrando come non ci sia stata nessuna magia. Essi avevano rapinato la banca settimane prima per poi indurre il pubblico a credere di averlo fatto durante lo show mediante illusioni.
Lo show successivo dei Quattro Cavalieri si tiene a New Orleans: Rhodes, Dray e Bradley prendono parte al pubblico e assistono a tutto lo spettacolo. A sorpresa il trucco finale prevede un furto di più di centoquarantaquattro milioni di dollari dal conto bancario dello stesso Tressler, che vengono dati al pubblico, composto interamente da persone truffate o maltrattate dalla sua compagnia assicuratrice dopo aver subito danni incalcolabili a causa dell'uragano Katrina. I maghi riescono a fuggire grazie ai loro trucchi di magia; Tressler, umiliato, si coalizza con Bradley (che poco prima aveva denigrato) perché scopra e fermi i Quattro Cavalieri. Nel frattempo Alma Dray legge di una società segreta chiamata L'Occhio, composta da abili illusionisti che usavano i loro trucchi per rubare ai ricchi e dare ai poveri; inoltre scopre la storia di Lionel Shrike, un mago che molti anni prima era stato smascherato da Bradley e, per riabilitarsi, aveva tentato un pericolosissimo trucco ed era annegato per non essere riuscito ad aprire una cassaforte sott'acqua. La donna pensa che i Quattro Cavalieri possano essere in qualche modo connessi a questi elementi, ma Rhodes, a sua volta umiliato dai maghi, si mostra rabbiosamente scettico.
Nel cellulare di Rhodes viene trovata una cimice, che spiega come i Quattro Cavalieri abbiano potuto prevenire gli attacchi dell'FBI; i maghi vengono localizzati in un appartamento a New York, ma Atlas, Reeves e McKinney riescono a fuggire, mentre Wilder rimane indietro per difendere un documento; dopo una lotta contro diversi agenti, incluso Rhodes, il mago ruba un'auto e si lancia in una fuga disperata, nel corso della quale l'auto di Wilder sbanda ed esplode. Rhodes recupera il documento difeso da Wilder e scopre che i Quattro Cavalieri hanno come obiettivo la cassaforte di una particolare azienda. Quando si precipitano nel posto in cui essa è conservata lo trovano già vuoto: i Cavalieri hanno già effettuato il furto. A questo punto diventa chiaro che esiste un "Quinto Cavaliere", ossia una talpa nell'FBI che aiuta i maghi e li informa delle mosse degli agenti. I sospetti ricadono sulla Dray e su Bradley.
La performance finale dei Cavalieri si tiene sul tetto del 5 Pointz; al termine di un rocambolesco inseguimento i tre maghi saltano da un tetto e si trasformano in una grandissima massa di denaro, il mezzo miliardo di dollari contenuto nella cassaforte rubata, che piove sul pubblico. Rhodes e la Dray comprendono che ormai i maghi sono in salvo e non potranno essere mai più catturati; prima di separarsi si scambiano un bacio. In quel momento però un collega di Rhodes si accorge che il denaro è falso: tutto il bottino appare nell'automobile di Bradley, che viene arrestato per il furto. Rhodes si reca in prigione, dove Bradley dice di essere stato incastrato e chiede di trattare: spiegherà come i Quattro Cavalieri abbiano rubato la cassaforte e in cambio l'FBI lo lascerà andare.
Bradley rivela dunque che i maghi non hanno rubato la cassaforte prima che gli agenti si recassero nella stanza in cui essa si trovava, ma che siano riusciti a farla apparire vuota mediante l'uso di specchi; mentre l'FBI inseguiva i Tre Cavalieri rimasti la cassaforte era stata rubata da Wilder, che aveva inscenato la propria morte per poter agire indisturbato. Mentre ragiona sul caso Bradley si rende però conto della verità: il Quinto Cavaliere, nonché la mente dietro l'intero piano dei Quattro Cavalieri, era lo stesso Rhodes. Quando Bradley, dopo avere finalmente smascherato tutti i trucchi, gli chiede perché abbia fatto tutto questo, Rhodes gli dice di provare ad arrivarci da solo, per poi scomparire, lasciandolo in prigione senza possibilità di uscire. Poco dopo finalmente Rhodes si rivela ai Quattro Cavalieri e dà loro accesso all'Occhio.
Giorni dopo Rhodes incontra a Parigi Alma Dray e le spiega i tasselli mancanti della vicenda: in realtà lui è il figlio di Lionel Shrike, il mago smascherato da Bradley; tutto il suo piano era stato organizzato per ottenere vendetta nei confronti di chi lo aveva fatto soffrire. L'uomo dichiara poi amore a Dray, che decide di non arrestarlo e di mantenere quindi il segreto.

## Personaggi
- Jesse Eisenberg è J. Daniel Atlas: cartomago, il più famoso dei Quattro Cavalieri. Superbo, maniaco del controllo e alquanto arrogante, ma di buon cuore.
- Woody Harrelson è Merritt McKinney: mentalista, è stato molto famoso finché suo fratello gemello nonché manager non gli rubò tutto e sparì col denaro. Il più anziano dei Quattro Cavalieri, astuto, intuitivo e simpatico.
- Dave Franco è Jack Wilder: prestigiatore e borseggiatore, il più giovane e l'unico sconosciuto al pubblico tra i Quattro Cavalieri. Positivo, abile e divertente, ma anche il più insicuro a causa dell'inesperienza.
- Isla Fisher è Henley Reeves: escapologa famosa, ex assistente (con interesse amoroso) di Atlas. Sarcastica, affascinante e chiaramente ancora interessata ad Atlas.
- Mark Ruffalo è Dylan Rhodes: abile agente dell'FBI, incaricato di arrestare i Quattro Cavalieri.
- Morgan Freeman è Thaddeus Bradley: ex mago che ora si dedica a smascherare altri maghi, rivelando i loro trucchi e vendendo i suoi video come fonte di guadagno.
- Michael Caine è Arthur Tressler: magnate a capo di una grande compagnia assicuratrice, è lo sponsor dei Quattro Cavalieri, da loro stessi poi truffato.

## Produzione
Le riprese del film sono iniziate nell'aprile 2012 e si sono svolte tra Las Vegas, New Orleans, New York e Parigi. Il budget totale del film è stato di 75 milioni di dollari.

## Promozione
Il 13 maggio 2013 è stato diffuso online il trailer italiano del film.

## Distribuzione
Il film è stato distribuito nelle sale cinematografiche statunitensi dalla Summit Entertainment il 31 maggio 2013. In Italia è uscito l'11 luglio dello stesso anno. Al 20 agosto il film ha incassato complessivamente 274049297 $, di cui 116049297 $ negli Stati Uniti e 158000000 $ nel resto del mondo.

## Critica
Now You See Me ha ricevuto recensioni contrastanti da parte della critica. La critica statunitense generalmente afferma che i vari intrecci della trama sono stati sufficientemente risolti una volta conclusa la pellicola, lasciando solamente alcune questioni poco chiare (per lasciare così spazio per un sequel). Sul sito Rotten Tomatoes il film ha un indice di gradimento del 49%, sulla base di 152 recensioni, con una valutazione media di 5,7/10. Una critica presente nel sito recita: "Now You See Me è un film composto da personaggi solamente abbozzati e una trama inconcludente che spera di contare su dei giochi di prestigio per distrarre il pubblico". Peter Hammond dal sito Movieline ha invece affermato: "Pura magia, letteralmente. Più divertente di Ocean's Eleven, Ocean's Twelve e Ocean's Thirteen messi insieme. Non crederete ai vostri occhi, questo è il punto".
In Italia così come in America, la pellicola ha avuto giudizi contrastanti, a volte entusiasti, altre volte tiepidi, in alcuni casi apertamente delusi:
- "Il rapporto tra reale e finto, tra palcoscenico e vita è il primo comandamento dello spettacolo e la scorciatoia più facile per arrivarci è raccontare una grande magia: vedi il capolavoro teatrale di Eduardo-Strehler e il recente Mago di Oz. La sorpresa, che coinvolge uno del pubblico teletrasportato a distanza con la mente per rubare nel caveau d'una banca di Parigi, facendo poi piovere il bottino in sala, è applicata a un thriller da colpo grosso. Rispettando l'entertainment con l'optional del clima di New Orleans, Louis Leterrier, autore dedito a Hulk e ai Titani, è alle prese con una variazione di Ocean's Eleven al paranormale. Dove la cosa buffa è proprio il clan che conosciamo a rate all'inizio, quattro cavalieri cialtroni del mistero reclutati con lettera anonima: Jesse Eisenberg, il mago da strada, bravo e che seduce con le carte da gioco, un po' alla David Copperfield; il sensitivo Woody Harrelson che ipnotizza, legge e ricatta mente e portafoglio; il prestigiatore Dave Franco che non disdegna il borseggio; la coraggiosa Isla Fisher che, come Houdini, fa il bagno chiusa a lucchetto in una grande vasca abitata dai piranha. Per buon peso, ecco il detective Mark Ruffalo, poco incline al mistery, e dotato di bella collega, il prestidigitatore telegiornalista Morgan Freeman e infine il jolly miliardario e arrogante Michael Caine. (...) Pur molestato da un titolo inglese, il divertimento originale è assicurato, gli interrogativi pullulano, il gioco è ironico e i caratteri sono un bel campionario umano e disumano arredato con una psicologia turbata e folk. Un insieme che ha solo bisogno di continuare a superarsi nelle sorprese, anche in saldo, ma il congegno è godibile e gli attori stanno al gioco invitando la platea a fare altrettanto, lasciandosi sedurre dalle attrattive extrasensoriali, cioè gli effetti speciali". - Maurizio Porro, Il Corriere della Sera, 11 luglio 2013[7]
- "Affascinante all'inizio, poi troppo macchinoso, Now You See Me - I maghi del crimine di Louis Leterrier raduna sulla scena quattro celebri illusionisti che con la complicità di trucchi spettacolari mettono a segno serie di rocambolesche rapine a danni di corrotti e potenti uomini d'affari distribuendo la refurtiva tra il pubblico". - Alessandra De Luca, Avvenire, 11 luglio 2013[7]
- "Frizzante o irritante? È il quesito da sciogliere in questa commedia truffaldina, così dinamica da risultare evanescente, diretta dal quel Leterrier ex pupillo di Luc Besson. (...) Troppo ridicolo per essere un convincente thriller e troppo serioso per ridere al fianco di quattro simpatici illusionisti, peraltro invisibili durante il film. I protagonisti dovevano essere loro (molto divertente Woody Harrelson come ipnotista) mentre purtroppo siamo incollati alle ripicche cliché tra Fbi (Mark Ruffalo) e Interpol (Mélanie Laurent). Colpo di scena prevedibile dove il trucco si vede lontano un miglio". - Francesco Alò, Il Messaggero, 11 luglio 2013[7]

## Sequel
Il 9 agosto 2013, dopo il successo al box office del film, il CEO della Lions Gate Entertainment annuncia che la produzione del sequel comincerà nel 2014. Nel sequel, intitolato Now You See Me 2, tornano Jesse Eisenberg, Woody Harrelson, Dave Franco, Mark Ruffalo, Morgan Freeman e Michael Caine, mentre si uniscono al cast i nuovi attori Daniel Radcliffe, Lizzy Caplan e Jay Chou. Il film è stato diretto da Jon M. Chu.
Nel maggio 2015 la Lionsgate annuncia che il film potrebbe avere un ulteriore sequel, che prenderà corpo e quindi uscirà nelle sale solo se il secondo capitolo riuscirà a eguagliare o magari a superare al botteghino il risultato del primo episodio. Nell'aprile 2016 viene annunciato che Jon M. Chu sarà dietro la macchina da presa anche nel terzo capitolo.